# Dušan Dvořák
Dušan Dvořák (* 12. ledna 1962 Olomouc) je český adiktolog. Je vedoucím výzkumu Konopí je lék, magistrem Konopné apatyky královny koloběžky první Edukativní konopné kliniky a lektorem sboru náboženského společenství Chrám Přírody.

## Profese a odbornost
Dušan Dvořák po absolvování vysoké školy pracoval od roku 1986 do roku 1990 jako etoped pražského Střediska pro mládež. Středisko společně s nevládní organizací Sananim v roce 1991 založili první českou terapeutickou komunitu pro drogově závislé Sananim v Němčicích u Volyně.
Dušan Dvořák v Olomouci založil a vybudoval (1994 - 1997) víceúčelové Středisko prevence, léčby a rehabilitace osob ohrožených drogovou závislostí P-centrum s galerií U mloka pro mladé začínající umělce.
Je rovněž autorem poradenského portálu pro osoby se specifickými potřebami InternetPoradna (2000), dále je zakladatelem první české bezbariérové školy pro dospělé Ateliér ALF v Praze (2006) a zakladatelem výzkumnické farmy konopí v Ospělově (2006).
Dvořák je také zakladatelem pražského vědecko-výzkumného a vzdělávacího pracoviště Edukativní konopná klinika s galerií Jaroslavy Moserové (2010). Slavnostní otevření Edukativní konopné kliniky proběhlo 11. září 2010.
Podílel se na vzniku standardů kvality zdravotně sociálních služeb a zákona o sociálních službách. Zpracoval tři legislativní návrhy na zastavení kriminalizace přírody, vědy a práva ve věci konopí.
Na protest proti silně diskriminačnímu zákonu „Konopí do lékáren“ (zákon č. 50/2013 Sb) a postojům odborných lékařských společností v roce 2012 Dvořák po 18 letech členství vystoupil z České lékařské společnosti Jana Evangelisty Purkyně.
Poznámka: V roce 2023 uznala odborná společnost České lékařské společnosti Jana Evangelisty Purkyně (Společnost pro návykové nemoci) konopnou prohibici za smutný relikt minulosti a vyzvala k zastavení kriminalizace konopí totéž navrhl Úřad komisaře OSN pro lidská práva

## Publikační činnost
- Metodika vzdělávání pedagogů v primární prevenci, 1994 a 1995, Nadace Filia[16]
- Drogy a vaše dítě, 1996 a 2000, P-centrum[17]
- Drogy a drogové závislosti (skripta PdF UP), odborný redaktor a editor, 1997, P-centrum
- Marketingová studie sociálních služeb pro drogově závislé,vedoucí kolektivu (spolupráce s FF UP), 1998, P-centrum
- Drogy a mýty, Jindřich Míša a Ludmila Neradovi, odborný editor, 1999, Votobia
- Koncepce a realizace britské protidrogové politiky (srovnávací studie), vedoucí kolektivu, 2000, P-centrum
- Jaké nádobíčko – průvodce bezpečnějším braním, odborný editor, 2001, P-centrum
- Glosář pojmů z oblasti drog a drogových závislostí (slovník), člen kolektivu, 2002, Národní monitorovací středisko pro drogy a drogové závislosti
- Drogy a drogové závislosti (mezioborová monografie), člen kolektivu, 2003, Národní monitorovací středisko pro drogy a drogové závislosti
- Souhrnná metodika podporovaného zaměstnávání, člen kolektivu, 2005, Rytmus
- Historie dávná i nedávná – genius loci Ospělovska, spoluautor a editor, 2009, Ateliér ALF
- Velká kniha o léčbě konopím pro 21. století,[18] Uwe Blesching, odborný editor českého vydání spolu s členkou odborné rady asociace Cannabis is The Cure Mgr. Radkou Káňovou, 2018, Volvox Globator
- V letech 2008–2019 publikoval zejména na www.konopijelek.cz (viz sekce studie) řadu článků o léčbě konopím, nedostupnosti konopí k léčbě a je od 21. března 2008[19] autorem tří legislativních návrhů na zastavení kriminalizace konopí
- Samizdat 1979 - 1989, Osvědčení za účast na protikomunistickém odboji (2020)[20]

## Kriminalizace pěstování konopí na výrobu léku[21]
V roce 2024 byla téměř třicetiletá cesta Dušana Dvořáka za zastavení kriminalizace konopí k léčbě, výzkumu a osobní spotřebě zmonitorována v Pamětech národa . Dušan Dvořák byl od roku 2010 desetkrát obviněn a opakovaně odsouzen za zpřístupnění konopí k léčbě a výzkumu s návrhy trestu v součtu horních sazeb více než 70 let vězení. V průběhu deseti domovních prohlídek v letech 2009 - 2019 policie na příkaz soudu zabrala na výzkumnické farmě v Ospělově téměř 3500 rostlin konopí a cca 200 kusů různých konopných léčiv (hlavně masti).
Justice se od roku 2012 opakovaně marně pokoušela omezit Dvořáka na svéprávnosti. V roce 2013 byla stažena všechna čtyři obvinění za úrody konopí v letech 2008 až 2012 a Dvořák byl soudem označen za osobu trpící dosud nezaznamenanou duševní chorobou - pětiletou nepříčetností vždy od dubna do září, když roste konopí.
Proti tomuto nepravdivému výroku justice se Dvořák opakovaně marně bránil až u ústavního soudu, byť dokládal znalecký posudek Znaleckého ústavu PN Bohnice (2016), který označil pokusy (justice a exekutivy) omezovat svéprávnost a příčetnost Dušana Dvořáka v letech 2012 - 2016 za zjevně nedůvodné a pěstování konopí za nechorobné.
Dvořák totiž napadal mylné tvrzení soudů od roku 2010, že konopí je prekurzor (chemická látka k výrobě chemických drog, viz II.ÚS 664/12 - poprvé v prvním trestním řízení), které mu nedovolovalo bránit se u Soudního dvora EU (k čemuž následně ústavnímu soudu doložil důkazem 16 balíčků semen pro každého soudce a generálního sekretáře, aby potvrdil, že rostlina konopí není chemický roztok)..
Paradoxně v roce 2013 Dvořáka a další olomoucké osobnosti zapojené do výzkumu konopí emeritní rektor Univerzity Palackého Josef Jařab a Jindřich Štreit nominovali na Cenu města Olomouce Z nominovaných cenu v roce 2013 získal Lumír Ondřej Hanuš.
Dne 18. září 2019 vydala Česká republika na Dvořáka zatykač za opakovanou výrobu konopí jako léku  bez příslušného povolení, které však Česká republika nikdy nikomu nevydala, neboť se vyhýbal trestnímu řízení.
Dne 26. září 2019 podala asociace Cannabis is The Cure,z.s. a Dušan Dvořák Evropskému soudu pro lidská práva dvanáctou stížnost (ode dne 10. října 2012) na rozhodnutí České republiky kriminalizovat léčbu a výzkum konopí a následně Dvořák požádal o politický azyl v Kanadě. Dne 6. 11. 2019 byl Dvořák v Praze zatčen omezen na svobodě.
V roce 2020 byl Dvořák pravomocně odsouzen k šesti letům vězení za pěstování konopí v letech 2014 až 2018 a současně dostal osmiměsíční trest za zasahování do nezávislosti soudní moci
V době věznění obdržel v roce 2020 Osvědčení za účast na protikomunistickém odboji.
V roce 2021 Okresní soud v Prostějově a Krajský soud v Brně poprvé zamítly tvrzení státního zástupce k desátému trestnímu řízení (úroda 2019), že Dušan Dvořák spáchal zločin nedovolené výroby drog.
V roce 2022 Okresní soud v Prostějově a Krajský soud v Brně zamítly zkrácení trestu za pěstování konopí, i když od 1.1. 2022 již zločiny Dušana Dvořáka nebyly ani přestupek (došlo k navýšení limitu THC z 0,3 % THC na 1% THC), neboť zákonodárci "opomněli" dát změně zákona novelou č.366/2021 Sb. zpětnou účinnost.
Proti kriminalizaci Dušana Dvořáka (od roku 2010) a proti jeho věznění (od roku 2019) marně protestovala laická i odborná veřejnost. Stejně tak marné byly žádosti veřejnosti (2020 - 2023) a ministra spravedlnosti (2023) prezidentům o udělení milosti.
Dne 13. listopadu 2023 byl Dvořák Okresním soudem v Třebíči podmíněně propuštěn z vězení (věznice Rapotice), z 80měsíčního souhrnného trestu po započtení všech omezení vykonal cca 52 měsíců.
V lednu 2024 podala asociace Cannabis is The Cure, z.s. v zastoupení Dušana Dvořáka 5 žádostí o milost pro vězně odsouzené za pěstování konopí na výrobu léku, které dne 2. dubna 2024 prezident Petr Pavel zamítl.